# Eldkvastblomfluga
Eldkvastblomfluga (Trichopsomyia flavitarsis) är en tvåvingeart som först beskrevs av Johann Wilhelm Meigen 1822.  Eldkvastblomfluga ingår i släktet gallblomflugor, och familjen blomflugor.
Artens utbredningsområde är Tyskland. Arten är reproducerande i Sverige. Inga underarter finns listade i Catalogue of Life.

## Bildgalleri

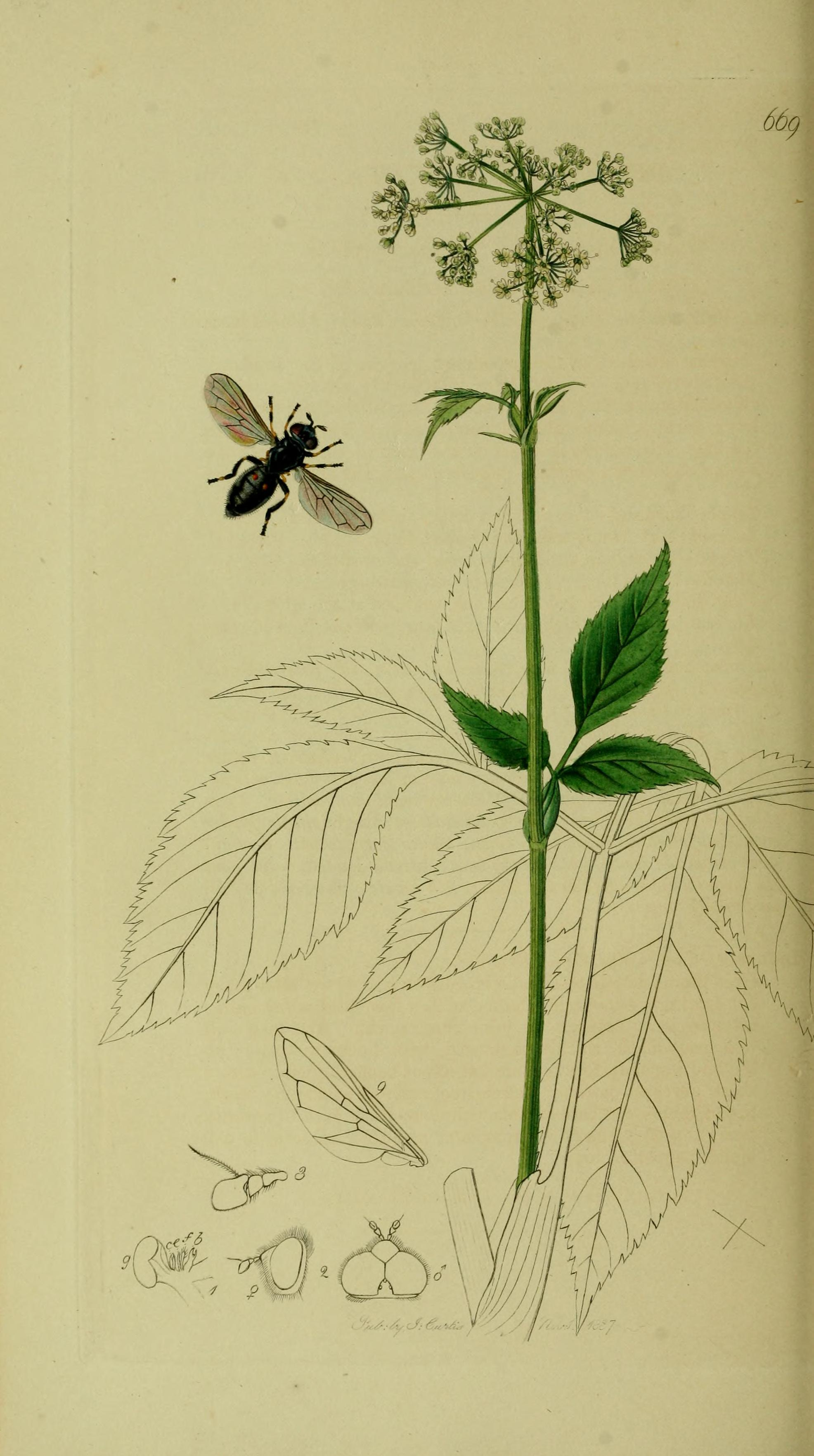